# Casa de Holstein-Gottorp

Casa de Holstein-Gottorp a fost o ramură a Dinastiei Oldenburg care a guvernat Suedia din 1751 până în 1818 și Norvegia din 1814 până în 1818.
În 1743, Adolf Frederick de Holstein-Gottorp a fost ales prinț al Suediei ca o concesie suedeză pentru Rusia, o strategie pentru realizarea pacii după un razboi dezastruos. El a devenit regele Suediei în 1751.
Regele Gustav al III-lea al Suediei, fiul cel mare al lui Adolf, a fost entuziasmat de faptul că prin intermediul stră-stră-bunicii, ei erau descendenți din Casa regala de Vasa.

## Conducătorii casei de Holstein-Gottorp

### Adolf Frederic al Suediei

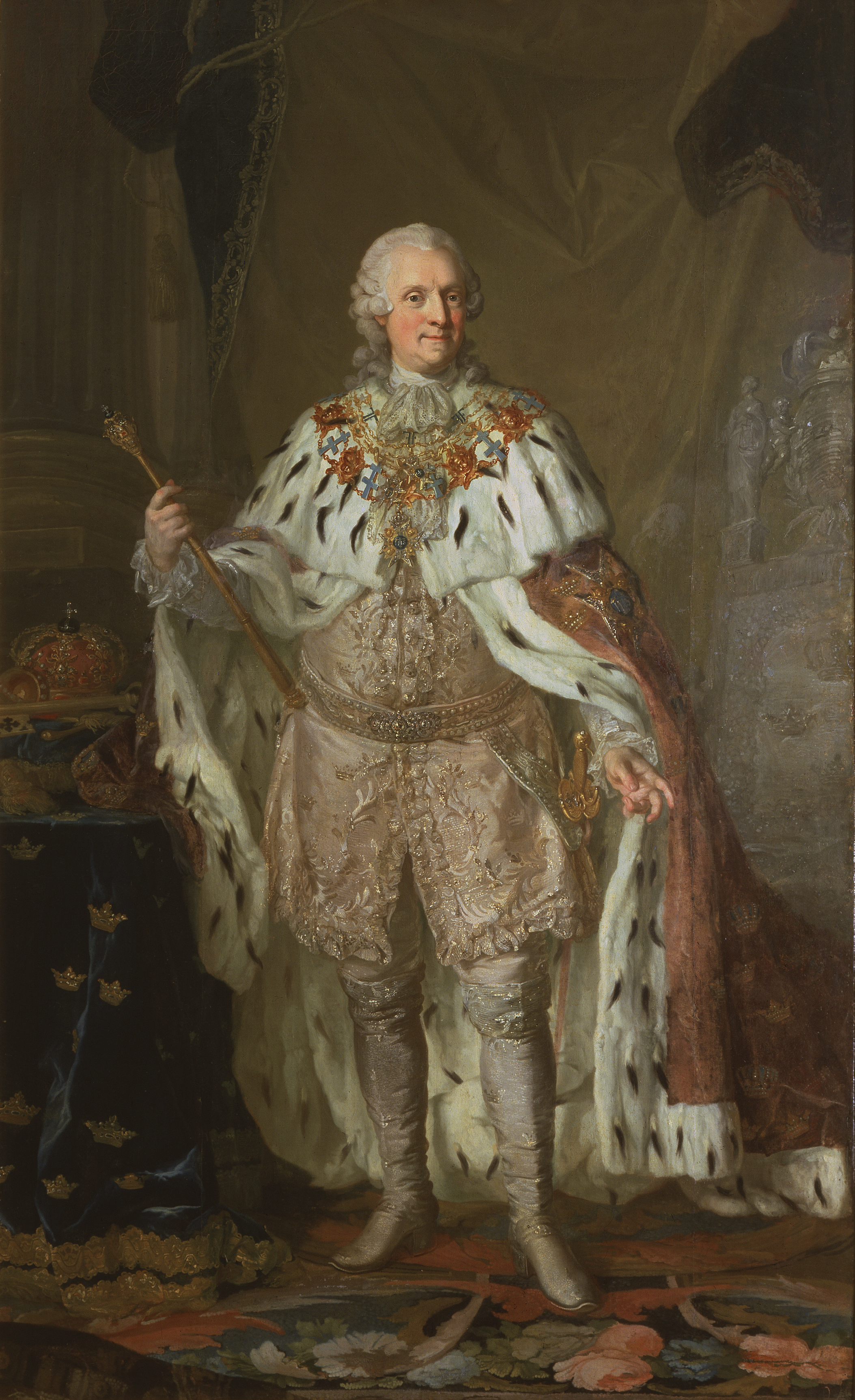

Din 1727 până în 1750 prințul Adolf Frederic a fost prinț-episcop de Lübeck și administrator de Holstein-Kiel în timpul minoratului nepotului său, Ducele Karl Peter Ulrich, care a devenit Petru al III-lea al Rusiei. În 1743 a fost ales moștenitor la tronul Suediei de către facțiunea Hat pentru a putea obține condiții mai bune la Pacea de la Turku cu împărăteasa [Elisabeta a Rusiei]], care își adoptase nepotul ca moștenitor al ei. Adolf Frederic a devenit rege la 25 martie 1751.
În timpul celor douăzeci de ani de domnie, Adolf Frederick a fost puțin mai mult decât un lider, puterea reală fiind în mâinile Parlamentului Suediei.
Regele a murit la 12 februarie 1771 după ce a consumat o masă constând din homar, caviar, varză acră, kippers și șampanie, urmată de 14 porții din desertul lui favorit: semla servită într-un castron cu lapte fierbinte. 
A fost considerat, atât în timpul său cât și după, dependent de alții, un conducător slab și lipsit de orice talente. Dar el a fost, de asemenea, un soț bun, un tată grijuliu și un stăpân blând cu slujitorii lui. Distracția lui favorită era de a priza tutun.

### Gustav al III-lea al Suediei

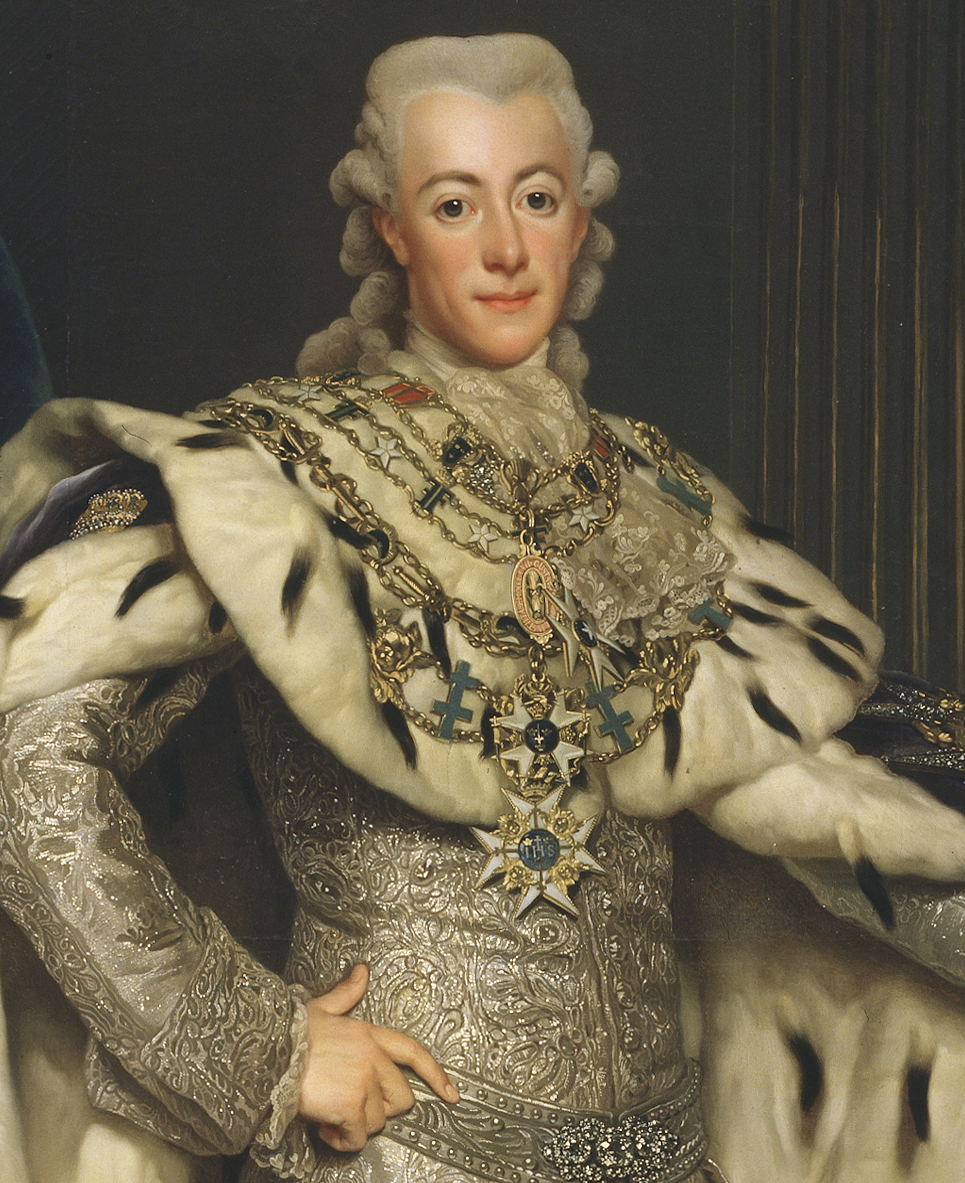

Gustav preia tronul unei Suedii corupte în februarie 1771. La acel moment, regatul său era al doilea ca întindere pe continent, după Rusia – nu vorbim doar de teritoriul Suediei de azi, ci și de Finlanda și un teritoriu în Germania (nordul Pomeraniei). În Finlanda, proprietarii de pământuri și negustorii erau de origine suedeză, iar în Pomerania populația era vorbitoare de germană și tindea să se identifice cu germanii din sud. În plus, populația regatului lui Gustav era dispersată pe un teritoriu foarte vast, ocupând de fapt mai mult părțile sudice.
Gustav se face remarcat printr-o anumită calitate pe care nu o prea întâlnim la alți monarhi: talentul literar: el a fost cel mai bun dramaturg de limbă suedeză înainte de Johan Strindberg. În plus, era un excelent vorbitor în public, ceea ce s-a dovedit a fi un mare avantaj în fața Riksdag-ului. Totuși, el nu a reușit să inspire celorlalți respect, poate din cauza faptului că era o persoană duplicitară, prefăcută.  Ministrul britanic la Stockholm scria despre rege că „viața lui e o permanentă scenă de intrigi și suspiciuni”. Gustav al III-lea nu aprecia loialitatea și avea o tendință de a se întoarce împotriva colaboratorilor, chiar și atunci când aceștia îi rămâneau fideli. De aceea, majoritatea asociaților lui s-au întors împotriva sa.
În Suedia, soarta lui Gustav al III-lea a fost decisă de contextul vremurilor respective: slăbiciunea economică a țării sale, opoziția înverșunată a claselor sociale care, altundeva, ar fi putut fi un sprijin al Coroanei, influența crescândă a curentului revoluționar din Franța. Astfel, chiar dacă ar mai fi trăit, Gustav al III-lea nu ar fi putut merge, probabil, atât de departe precum și-ar fi dorit. În plus, el este liderul de secol XVIII care, mai mult decât alți contemporani de-ai săi, anticipează trăsăturile îngrijorătoare ale politicii tipice primei jumătăți a secolului XX.

### Gustav al IV-lea al Suediei

Domnia sa a fost de rău augur și urma să se încheie brusc. În 1805, el s-a alăturat celei de-a Treia Coaliție împotriva lui Napoleon. Campania sa a mers prost și francezii au ocupat Pomerania suedeză. Cand aliatul său, Rusia, a făcut pace și a încheiat o alianță cu Franța, la Tilsit, în 1807, Suedia și Portugalia au rămas ca aliații europeni ai Marii Britanii. La 21 februarie 1808 Rusia a invadat Finlanda, care era condusă de Suedia, sub pretextul de a-i convinge pe suedezi să adere la Sistemul Continental al lui Napoleon. Danemarca a declarat, de asemenea, război Suediei. În doar câteva luni după aceea, aproape toată Finlanda a fost pierdută și preluată de Rusia.  Ca urmare a războiului, la 17 septembrie 1809, în Tratatul de la Hamina, Suedia a predat o treime din partea estică în Rusia. 
La 29 martie, pentru a salva coroana de fiul său, Gustav  a abdicat în mod voluntar, însă pe 10 mai, Parlamentul suedez, dominat de armată, a declarat că nu numai Gustav pierdea tronul ci toată familia, probabil fiind o scuză pentru a exclude familia de la succesiune pe baza zvonurilor de ilegitimitate. O cauză mai probabilă este că revoluționarii se temeau că fiul lui Gustav, dacă avea să moștenească tronul, ar fi răzbunat detronarea tatălui său. La 5 iunie, Ducele Carol a fost proclamat rege sub numele de Carol al XIII-lea al Suediei, după ce a acceptat o nouă constituție liberală, care a fost ratificată a doua zi. În decembrie, Gustav și familia sa au fost transportați în Germania. În 1812, el a divorțat de soția lui.

### Carol al XIII-lea al Suediei

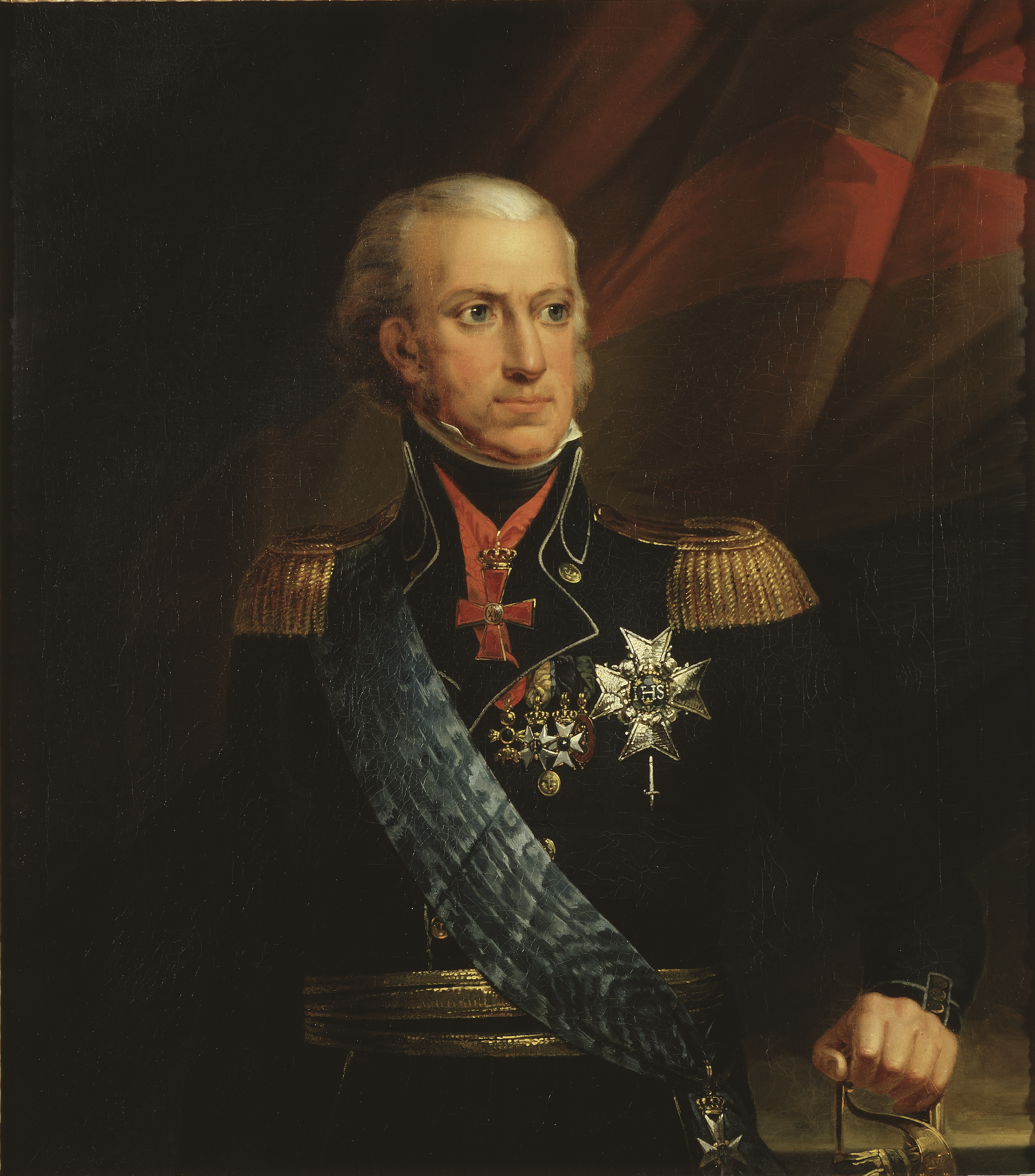

Carol a fost descris ca fiind dependent și ușor de influențat de alții, iar multe din afacerile sale i-au atras reputația de libertin. El a fost foarte interesat de societățile secrete supranaturale și misticism. El a fost, de asemenea, un membru al francmasonilor și în 1811 a fondat Ordinul Carol al XIII-lea, un ordin suedez de cavalerism acordat numai pentru protestanții francmasoni.
La asasinarea lui Gustav al III-lea în 1792, Carol a acționat în calitate de regent al Suediei până la 1796, pentru a-l ajuta pe nepotul său, regele Gustav al IV-lea, care era minor atunci când tatăl său a fost împușcat în opera din Stockholm. Acești patru ani au fost luați în considerare, probabil, ca fiind perioada cea mai mizerabilă și degradantă din istoria suedeză.
La atingerea vârstei majoratului al lui Gustav al IV-lea, în noiembrie 1796, regența ducelui s-a încheiat. În 1803, afacerile lui Boheman au provocat un conflict grav între Gustav și cuplul ducal. 
La Uniunea Suediei cu Norvegia, pe 4 noiembrie 1814, Carol a devenit rege al Norvegiei, sub numele de Carol al II-lea al Norvegiei. După opt ani ca rege doar cu titlul, Carol a murit fără moștenitori legitimi, pe 5 februarie 1818, iar Casa Bernadotte l-a succedat ca rege, cu primul conducător al lor, Carol al XIV-lea Ioan al Suediei.